# Élections municipales de 2021 dans Les Maskoutains
Pour un article plus général, voir Élections municipales de 2021 en Montérégie.
Cet article concerne les élections municipales de 2021 en Montérégie dans la municipalité régionale de comté des Maskoutains.

## La Présentation
|             | Élection (2017)                                                                                   | Dissolution (2021)                                                                              | Élection (2021)                                                                                        |
| Maire       | Claude Roger                                                                                      | Claude Roger                                                                                    | Louise Arpin                                                                                           |
| Conseillers | Georges-Étienne Bernard Mélanie Simard Martin Nichols Rosaire Phaneuf Louise Arpin Martin Bazinet | Georges-Étienne Bernard Mélanie Simard Martin Nichols Rosaire Phaneuf Louise Arpin Jean Provost | Georges-Étienne Bernard Mélanie Simard Frédéric Lussier Rosaire Phaneuf Myriam Lafrenière Jean Provost |

| Taux de participation :                | Taux de participation :                | Taux de participation :                | Taux de participation :                | Taux de participation :                | 55,3 % |
| Nombre de votes valides :              | Nombre de votes valides :              | Nombre de votes valides :              | Nombre de votes valides :              | Nombre de votes valides :              | 1 084  |
| Nombre de votes rejetées à la mairie : | Nombre de votes rejetées à la mairie : | Nombre de votes rejetées à la mairie : | Nombre de votes rejetées à la mairie : | Nombre de votes rejetées à la mairie : | 10     |
| Nombre d'électeurs inscrits :          | Nombre d'électeurs inscrits :          | Nombre d'électeurs inscrits :          | Nombre d'électeurs inscrits :          | Nombre d'électeurs inscrits :          | 1 980  |

| Candidats pour la mairie                  | Vote | %     |
| ----------------------------------------- | ---- | ----- |
| Louise Arpin (Sortante d'un autre poste)  | 684  | 63,10 |
| Martin Nichols (Sortant d'un autre poste) | 400  | 36,90 |

| Candidats conseiller #1           | Vote            | %               |
| --------------------------------- | --------------- | --------------- |
| Georges-Étienne Bernard (Sortant) | Sans opposition | Sans opposition |

| Candidats conseiller #2   | Vote            | %               |
| ------------------------- | --------------- | --------------- |
| Mélanie Simard (Sortante) | Sans opposition | Sans opposition |

| Candidats conseiller #3 | Vote            | %               |
| ----------------------- | --------------- | --------------- |
| Frédéric Lussier        | Sans opposition | Sans opposition |

| Candidats conseiller #4       | Vote | %     |
| ----------------------------- | ---- | ----- |
| Rosaire Phaneuf (Sortant)     | 573  | 54,01 |
| Marie-Odile Benoit-Biancamano | 488  | 45,99 |

| Candidats conseiller #5 | Vote | %     |
| ----------------------- | ---- | ----- |
| Myriam Lafrenière       | 650  | 62,14 |
| Michel Drouin           | 396  | 37,86 |

| Candidats conseiller #6 | Vote            | %               |
| ----------------------- | --------------- | --------------- |
| Jean Provost (Sortant)  | Sans opposition | Sans opposition |

## Saint-Barnabé-Sud
|             | Élection (2017)                                                              | Dissolution (2021)                                                                                    | Élection (2021)                                                                                        |
| Maire       | Alain Jobin                                                                  | Alain Jobin                                                                                           | Alain Jobin                                                                                            |
| Conseillers | Marcel Therrien Aucun Dominique Lussier Jean-Sébastien Savaria Yves Guérette | Marcel Therrien Marianne Comeau Roger Cloutier Dominique Lussier Jean-Sébastien Savaria Yves Guérette | Marcel Therrien Johanne Picard Gabriel Lapointe Dominique Lussier Jean-Sébastien Savaria Yves Guérette |

| Taux de participation :                | Taux de participation :                | Taux de participation :                | Taux de participation :                | Taux de participation :                | 40,9 % |
| Nombre de votes valides :              | Nombre de votes valides :              | Nombre de votes valides :              | Nombre de votes valides :              | Nombre de votes valides :              | 264    |
| Nombre de votes rejetées à la mairie : | Nombre de votes rejetées à la mairie : | Nombre de votes rejetées à la mairie : | Nombre de votes rejetées à la mairie : | Nombre de votes rejetées à la mairie : | 5      |
| Nombre d'électeurs inscrits :          | Nombre d'électeurs inscrits :          | Nombre d'électeurs inscrits :          | Nombre d'électeurs inscrits :          | Nombre d'électeurs inscrits :          | 657    |

| Candidats pour la mairie | Vote | %     |
| ------------------------ | ---- | ----- |
| Alain Jobin (Sortant)    | 183  | 69,32 |
| Steve Maurice            | 81   | 30,68 |

| Candidats conseiller #1   | Vote            | %               |
| ------------------------- | --------------- | --------------- |
| Marcel Therrien (Sortant) | Sans opposition | Sans opposition |

| Candidats conseiller #2 | Vote | %     |
| ----------------------- | ---- | ----- |
| Johanne Picard          | 176  | 67,95 |
| Christian Richard       | 83   | 32,05 |

| Candidats conseiller #3  | Vote | %     |
| ------------------------ | ---- | ----- |
| Gabriel Lapointe         | 165  | 63,95 |
| Roger Cloutier (Sortant) | 93   | 36,05 |

| Candidats conseiller #4     | Vote            | %               |
| --------------------------- | --------------- | --------------- |
| Dominique Lussier (Sortant) | Sans opposition | Sans opposition |

| Candidats conseiller #5          | Vote            | %               |
| -------------------------------- | --------------- | --------------- |
| Jean-Sébastien Savaria (Sortant) | Sans opposition | Sans opposition |

| Candidats conseiller #6 | Vote            | %               |
| ----------------------- | --------------- | --------------- |
| Yves Guérette (Sortant) | Sans opposition | Sans opposition |

## Saint-Bernard-de-Michaudville
|             | Élection (2017)                                                                       | Dissolution (2021)                                                                             | Élection (2021)                                                                                       |
| Maire       | Francine Morin                                                                        | Francine Morin                                                                                 | Guy Robert                                                                                            |
| Conseillers | Mario Jussaume Marie Eve Leduc Éric Delage Isabelle Hébert Emmanuelle Bagg Guy Robert | Mario Jussaume Vanessa Lemoine Jean-Paul Chandonnet Isabelle Hébert Emmanuelle Bagg Guy Robert | Hugo Laporte Vanessa Lemoine Jean-Paul Chandonnet Isabelle Hébert Christine Langelier Léonrd Gaudette |

| Taux de participation :                | Taux de participation :                | Taux de participation :                | Taux de participation :                | Taux de participation :                | 54,6 % |
| Nombre de votes valides :              | Nombre de votes valides :              | Nombre de votes valides :              | Nombre de votes valides :              | Nombre de votes valides :              | 275    |
| Nombre de votes rejetées à la mairie : | Nombre de votes rejetées à la mairie : | Nombre de votes rejetées à la mairie : | Nombre de votes rejetées à la mairie : | Nombre de votes rejetées à la mairie : | 3      |
| Nombre d'électeurs inscrits :          | Nombre d'électeurs inscrits :          | Nombre d'électeurs inscrits :          | Nombre d'électeurs inscrits :          | Nombre d'électeurs inscrits :          | 509    |

| Candidats pour la mairie                    | Vote | %     |
| ------------------------------------------- | ---- | ----- |
| Guy Robert (Sortant d'un autre poste)       | 171  | 62,18 |
| Emmanuelle Bagg (Sortante d'un autre poste) | 104  | 37,82 |

| Candidats conseiller #1 | Vote            | %               |
| ----------------------- | --------------- | --------------- |
| Hugo Laporte            | Sans opposition | Sans opposition |

| Candidats conseiller #2    | Vote            | %               |
| -------------------------- | --------------- | --------------- |
| Vanessa Lemoine (Sortante) | Sans opposition | Sans opposition |

| Candidats conseiller #3        | Vote            | %               |
| ------------------------------ | --------------- | --------------- |
| Jean-Paul Chandonnet (Sortant) | Sans opposition | Sans opposition |

| Candidats conseiller #4    | Vote            | %               |
| -------------------------- | --------------- | --------------- |
| Isabelle Hébert (Sortante) | Sans opposition | Sans opposition |

| Candidats conseiller #5 | Vote            | %               |
| ----------------------- | --------------- | --------------- |
| Christine Langelier     | Sans opposition | Sans opposition |

| Candidats conseiller #6 | Vote            | %               |
| ----------------------- | --------------- | --------------- |
| Léonard Gaudette        | Sans opposition | Sans opposition |

## Saint-Damase
|             | Élection (2017)                                                                       | Dissolution (2021)                                                                    | Élection (2021)                                                                     |
| Maire       | Christian Martin                                                                      | Christian Martin                                                                      | Alain Robert                                                                        |
| Conseillers | Alain Robert Ghislaine Lussier Yves Monast Gaétan Jodoin Yvon Laflamme Claude Gaucher | Alain Robert Ghislaine Lussier Yves Monast Gaétan Jodoin Yvon Laflamme Claude Gaucher | Guy Leroux Ghislaine Lussier Yves Monast Gaétan Jodoin Yvon Laflamme Claude Gaucher |

| Candidats pour la mairie                | Vote            | %               |
| --------------------------------------- | --------------- | --------------- |
| Alain Robert (Sortant d'un autre poste) | Sans opposition | Sans opposition |

| Candidats district du Clocher (1) | Vote | %     |
| --------------------------------- | ---- | ----- |
| Guy Leroux                        | 65   | 67,71 |
| Steve Robidoux                    | 31   | 32,29 |

| Candidats district des Parcs (2) | Vote            | %               |
| -------------------------------- | --------------- | --------------- |
| Ghislaine Lussier (Sortante)     | Sans opposition | Sans opposition |

| Candidats district de la Mairie (3) | Vote            | %               |
| ----------------------------------- | --------------- | --------------- |
| Yves Monast (Sortant)               | Sans opposition | Sans opposition |

| Candidats district de la Montagne (4) | Vote            | %               |
| ------------------------------------- | --------------- | --------------- |
| Gaétan Jodoin (Sortant)               | Sans opposition | Sans opposition |

| Candidats district des Horizons verts (5) | Vote            | %               |
| ----------------------------------------- | --------------- | --------------- |
| Yvon Laflamme (Sortant)                   | Sans opposition | Sans opposition |

| Candidats district de la Yamaska (6) | Vote            | %               |
| ------------------------------------ | --------------- | --------------- |
| Claude Gaucher (Sortant)             | Sans opposition | Sans opposition |

## Saint-Dominique
|             | Élection (2017)                                                                                          | Dissolution (2021)                                                                                       | Élection (2021)                                                                                       |
| Maire       | Robert Houle                                                                                             | Robert Houle                                                                                             | Hugo McDermott                                                                                        |
| Conseillers | Hugo Mc Dermott Stéphanie Lambert Marie-Josée Beauregard Jean-François Morin Lise Bachand Vincent Perron | Hugo Mc Dermott Stéphanie Lambert Marie-Josée Beauregard Jean-François Morin Lise Bachand Vincent Perron | Lydia Richer Stéphanie Lambert Irène Drouin Dubreuil Jean-François Morin Lise Bachand Mélissa Lussier |

| Taux de participation :                | Taux de participation :                | Taux de participation :                | Taux de participation :                | Taux de participation :                | 34,4 % |
| Nombre de votes valides :              | Nombre de votes valides :              | Nombre de votes valides :              | Nombre de votes valides :              | Nombre de votes valides :              | 707    |
| Nombre de votes rejetées à la mairie : | Nombre de votes rejetées à la mairie : | Nombre de votes rejetées à la mairie : | Nombre de votes rejetées à la mairie : | Nombre de votes rejetées à la mairie : | 3      |
| Nombre d'électeurs inscrits :          | Nombre d'électeurs inscrits :          | Nombre d'électeurs inscrits :          | Nombre d'électeurs inscrits :          | Nombre d'électeurs inscrits :          | 2 066  |

| Candidats pour la mairie                           | Vote | %     |
| -------------------------------------------------- | ---- | ----- |
| Hugo Mc Dermott (Sortant d'un autre poste)         | 402  | 56,86 |
| Marie-Josée Beauregard (Sortante d'un autre poste) | 305  | 43,14 |

| Candidats District 1 - Secteur ouest (Bas des Côtes et secteur rue Principale Est) | Vote | %     |
| ---------------------------------------------------------------------------------- | ---- | ----- |
| Lydia Richer                                                                       | 99   | 72,26 |
| Jeremy Martin                                                                      | 38   | 27,74 |

| Candidats District 2 - Secteur Rang 7 et rue Boucher | Vote | %     |
| ---------------------------------------------------- | ---- | ----- |
| Stéphane Lambert (Sortant)                           | 70   | 58,82 |
| Jean-Claude Bachand                                  | 49   | 41,18 |

| Candidats District 3 - Secteur centre | Vote            | %               |
| ------------------------------------- | --------------- | --------------- |
| Irène Drouin Dubreuil                 | Sans opposition | Sans opposition |

| Candidats District 4 - Secteur nord (résidentiel) | Vote            | %               |
| ------------------------------------------------- | --------------- | --------------- |
| Jean-François Morin (Sortant de ce poste)         | Sans opposition | Sans opposition |

| Candidats District 5 - Secteur noyau villageois | Vote            | %               |
| ----------------------------------------------- | --------------- | --------------- |
| Lise Bachand (Sortante)                         | Sans opposition | Sans opposition |

| Candidats District 6 - Secteur Rang 9, Plage-au-Sable et Brûlé | Vote | %     |
| -------------------------------------------------------------- | ---- | ----- |
| Mélissa Lussier                                                | 69   | 60,00 |
| Vincent Perron (Sortant)                                       | 46   | 40,00 |

## Saint-Hugues
|             | Élection (2017)                                                                                | Dissolution (2021)                                                                             | Élection (2021)                                                                               |
| Maire       | Richard Veilleux                                                                               | Richard Veilleux                                                                               | Richard Veilleux                                                                              |
| Conseillers | Simon Valcourt René Martin Audrey Lussier Thomas Fortier Pesant Ginette Daviau Michaël Bernier | Simon Valcourt René Martin Audrey Lussier Thomas Fortier Pesant Ginette Daviau Michaël Bernier | Audrey Lussier René Martin Simon Valcourt Karine Dalpé Marjolaine Berthiaume Richard Turcotte |

| Taux de participation :                | Taux de participation :                | Taux de participation :                | Taux de participation :                | Taux de participation :                | 47,5 % |
| Nombre de votes valides :              | Nombre de votes valides :              | Nombre de votes valides :              | Nombre de votes valides :              | Nombre de votes valides :              | 490    |
| Nombre de votes rejetées à la mairie : | Nombre de votes rejetées à la mairie : | Nombre de votes rejetées à la mairie : | Nombre de votes rejetées à la mairie : | Nombre de votes rejetées à la mairie : | 4      |
| Nombre d'électeurs inscrits :          | Nombre d'électeurs inscrits :          | Nombre d'électeurs inscrits :          | Nombre d'électeurs inscrits :          | Nombre d'électeurs inscrits :          | 1 041  |

| Candidats pour la mairie                         | Vote | %     |
| ------------------------------------------------ | ---- | ----- |
| Richard Veilleux (Sortant)                       | 194  | 39,59 |
| Michaël Bernier (Sortant d'un autre poste)       | 156  | 31,84 |
| Thomas Fortier-Pesant (Sortant d'un autre poste) | 140  | 28,57 |

| Candidats conseiller #1                    | Vote            | %               |
| ------------------------------------------ | --------------- | --------------- |
| Audrey Lussier (Sortante d'un autre poste) | Sans opposition | Sans opposition |

| Candidats conseiller #2 | Vote            | %               |
| ----------------------- | --------------- | --------------- |
| René Martin (Sortant)   | Sans opposition | Sans opposition |

| Candidats conseiller #3                    | Vote            | %               |
| ------------------------------------------ | --------------- | --------------- |
| Simon Valcourt (Sortante d'un autre poste) | Sans opposition | Sans opposition |

| Candidats conseiller #4 | Vote            | %               |
| ----------------------- | --------------- | --------------- |
| Karine Dalpé            | Sans opposition | Sans opposition |

| Candidats conseiller #5 | Vote            | %               |
| ----------------------- | --------------- | --------------- |
| Marjolaine Berthiaume   | Sans opposition | Sans opposition |

| Candidats conseiller #6 | Vote | %     |
| ----------------------- | ---- | ----- |
| Richard Turcotte        | 291  | 62,31 |
| Raphaël Plante          | 176  | 37,69 |

## Saint-Hyacinthe
|             | Élection (2017) | Dissolution (2021) | Élection (2021) |
| Maire       | Claude Corbeil | Claude Corbeil | André Beauregard |
| Conseillers | Donald Côté Pierre Thériault Stéphanie Messier Bernard Barré André Beauregard Linda Roy Annie Pelletier Claire Gagné David Bousquet Jeannot Caron Nicole Dion Audette | Donald Côté Pierre Thériault Stéphanie Messier Bernard Barré André Beauregard Linda Roy Annie Pelletier Claire Gagné David Bousquet Jeannot Caron Vacant | Donald Côté Pierre Thériault Mélanie Bédard Bernard Barré David-Olivier Huard Guylain Coulombe Annie Pelletier Claire Gagné David Bousquet Jeannot Caron André Arpin |

| Taux de participation :                | Taux de participation :                | Taux de participation :                | Taux de participation :                | Taux de participation :                | 33,2 % |
| Nombre de votes valides :              | Nombre de votes valides :              | Nombre de votes valides :              | Nombre de votes valides :              | Nombre de votes valides :              | 14 365 |
| Nombre de votes rejetées à la mairie : | Nombre de votes rejetées à la mairie : | Nombre de votes rejetées à la mairie : | Nombre de votes rejetées à la mairie : | Nombre de votes rejetées à la mairie : | 240    |
| Nombre d'électeurs inscrits :          | Nombre d'électeurs inscrits :          | Nombre d'électeurs inscrits :          | Nombre d'électeurs inscrits :          | Nombre d'électeurs inscrits :          | 44 021 |

| Partis | Partis               | Candidats pour la mairie                    | Vote  | %     |
| ------ | -------------------- | ------------------------------------------- | ----- | ----- |
|        | Indépendant          | André Beauregard (Sortant d'un autre poste) | 7 300 | 50,82 |
|        | Saint-Hyacinthe unie | Marijo Demers                               | 7 065 | 49,18 |

| Partis | Partis               | Candidats district 1 - Sainte-Rosalie | Vote | %     |
| ------ | -------------------- | ------------------------------------- | ---- | ----- |
|        | Indépendant          | Donald Côté (Sortant)                 | 722  | 54,99 |
|        | Saint-Hyacinthe unie | Hernan Restrepo                       | 591  | 45,01 |

| Partis | Partis               | Candidats district 2 - Yamaska | Vote | %     |
| ------ | -------------------- | ------------------------------ | ---- | ----- |
|        | Indépendant          | Pierre Thériault (Sortant)     | 852  | 53,92 |
|        | Saint-Hyacinthe unie | Alexandre Tardif               | 728  | 46,08 |

| Partis | Partis               | Candidats district 3 - Saint-Joseph | Vote | %     |
| ------ | -------------------- | ----------------------------------- | ---- | ----- |
|        | Indépendant          | Mélanie Bédard                      | 788  | 57,10 |
|        | Saint-Hyacinthe unie | Carl Vaillancourt                   | 592  | 42,90 |

| Partis | Partis               | Candidats district 4 - La Providence | Vote | %     |
| ------ | -------------------- | ------------------------------------ | ---- | ----- |
|        | Indépendant          | Bernard Barré (Sortant)              | 977  | 63,24 |
|        | Saint-Hyacinthe unie | Julie Marcotte                       | 568  | 36,76 |

| Partis | Partis               | Candidats district 5 - Douville | Vote | %     |
| ------ | -------------------- | ------------------------------- | ---- | ----- |
|        | Indépendant          | David-Olivier Huard             | 831  | 45,39 |
|        | Saint-Hyacinthe unie | Odile Alain                     | 746  | 40,74 |
|        | Indépendant          | Richard Maranda                 | 254  | 13,87 |

| Partis | Partis               | Candidats district 6 - Saint-Thomas-d'Aquin | Vote | %     |
| ------ | -------------------- | ------------------------------------------- | ---- | ----- |
|        | Indépendant          | Guylain Coulombe                            | 717  | 50,56 |
|        | Saint-Hyacinthe unie | Mathieu Désy                                | 613  | 43,23 |
|        | Indépendant          | Donald Poirier                              | 88   | 6,21  |

| Partis | Partis               | Candidats district 7 - Saint-Sacrement | Vote | %     |
| ------ | -------------------- | -------------------------------------- | ---- | ----- |
|        | Indépendant          | Annie Pelletier (Sortante)             | 482  | 52,06 |
|        | Saint-Hyacinthe unie | Marc Bisaillon                         | 453  | 47,94 |

| Partis | Partis               | Candidats district 8 - Boisjoli | Vote | %     |
| ------ | -------------------- | ------------------------------- | ---- | ----- |
|        | Indépendant          | Claire Gagné (Sortante)         | 637  | 48,55 |
|        | Saint-Hyacinthe unie | Anne-Marie Saint-Germain        | 439  | 33,46 |
|        | Indépendant          | Daniel Malenfant                | 236  | 17,99 |

| Partis | Partis               | Candidats district 9 - Sacré-Cœur | Vote | %     |
| ------ | -------------------- | --------------------------------- | ---- | ----- |
|        | Indépendant          | David Bousquet (Sortant)          | 697  | 66,95 |
|        | Saint-Hyacinthe unie | Jausée Carrier                    | 344  | 33,05 |

| Partis | Partis               | Candidats district 10 - Cascades | Vote | %     |
| ------ | -------------------- | -------------------------------- | ---- | ----- |
|        | Indépendant          | Jeannot Caron (Sortant)          | 395  | 54,94 |
|        | Saint-Hyacinthe unie | Chantal Goulet                   | 213  | 29,62 |
|        | Indépendant          | Richard Mongrain                 | 111  | 15,44 |

| Partis | Partis               | Candidats district 11 - Hertel-Notre-Dame | Vote | %     |
| ------ | -------------------- | ----------------------------------------- | ---- | ----- |
|        | Indépendant          | André Arpin                               | 668  | 52,11 |
|        | Saint-Hyacinthe unie | Annabelle T. Palardy                      | 614  | 47,89 |

## Saint-Jude
|             | Élection (2017)                                                                             | Dissolution (2021)                                                                            | Élection (2021)                                                                                  |
| Maire       | Yves de Bellefeuille                                                                        | Yves de Bellefeuille                                                                          | Annick Corbeil                                                                                   |
| Conseillers | Sylvain Lafrenaye Francis Grégoire Kim Tétrault Maxim Bousquet Marco Beaudry Annick Corbeil | Sylvain Lafrenaye Francis Grégoire Anolise Brault Maxim Bousquet Marco Beaudry Annick Corbeil | Sylvain Lafrenaye Francis Grégoire Anolise Brault Richard Hébert Jacynthe Potvin Pierre Letendre |

| Taux de participation :                | Taux de participation :                | Taux de participation :                | Taux de participation :                | Taux de participation :                | 38,4 % |
| Nombre de votes valides :              | Nombre de votes valides :              | Nombre de votes valides :              | Nombre de votes valides :              | Nombre de votes valides :              | 382    |
| Nombre de votes rejetées à la mairie : | Nombre de votes rejetées à la mairie : | Nombre de votes rejetées à la mairie : | Nombre de votes rejetées à la mairie : | Nombre de votes rejetées à la mairie : | 14     |
| Nombre d'électeurs inscrits :          | Nombre d'électeurs inscrits :          | Nombre d'électeurs inscrits :          | Nombre d'électeurs inscrits :          | Nombre d'électeurs inscrits :          | 1 032  |

| Candidats pour la mairie                   | Vote | %     |
| ------------------------------------------ | ---- | ----- |
| Annick Corbeil (Sortante d'un autre poste) | 268  | 70,16 |
| Michael Savard                             | 114  | 29,84 |

| Candidats conseiller #1     | Vote            | %               |
| --------------------------- | --------------- | --------------- |
| Sylvain Lafrenaye (Sortant) | Sans opposition | Sans opposition |

| Candidats conseiller #2    | Vote | %     |
| -------------------------- | ---- | ----- |
| Francis Grégoire (Sortant) | 274  | 71,92 |
| Alain Brosseau             | 107  | 28,08 |

| Candidats conseiller #3  | Vote            | %               |
| ------------------------ | --------------- | --------------- |
| Anolise Brault (Sortant) | Sans opposition | Sans opposition |

| Candidats conseiller #4 | Vote            | %               |
| ----------------------- | --------------- | --------------- |
| Richard Hébert          | Sans opposition | Sans opposition |

| Candidats conseiller #5 | Vote            | %               |
| ----------------------- | --------------- | --------------- |
| Jacynthe Potvin         | Sans opposition | Sans opposition |

| Candidats conseiller #6 | Vote            | %               |
| ----------------------- | --------------- | --------------- |
| Pierre Letendre         | Sans opposition | Sans opposition |

## Saint-Liboire
|             | Élection (2017)                                                                                      | Dissolution (2021)                                                                                    | Élection (2021)                                                                                          |
| Maire       | Claude Vadnais                                                                                       | Claude Vadnais                                                                                        | Yves Winter                                                                                              |
| Conseillers | Odile Alain Gendreau Jean-François Chagnon Yves Winter Yves Taillon Serge Desjardins Martine Bachand | Marie-Josée Deaudelin Jean-François Chagnon Yves Winter Yves Taillon Serge Desjardins Martine Bachand | Marie-Josée Deaudelin Jean-François Chagnon Claude Vadnais Yves Taillon Serge Desjardins Martine Bachand |

| Candidats pour la mairie               | Vote            | %               |
| -------------------------------------- | --------------- | --------------- |
| Yves Winter (Sortant d'un autre poste) | Sans opposition | Sans opposition |

| Candidats conseiller #1          | Vote | %     |
| -------------------------------- | ---- | ----- |
| Marie-Josée Deaudelin (Sortante) | 325  | 63,35 |
| Kevin Baillargeon                | 188  | 36,65 |

| Candidats conseiller #2         | Vote            | %               |
| ------------------------------- | --------------- | --------------- |
| Jean-François Chagnon (Sortant) | Sans opposition | Sans opposition |

| Candidats conseiller #3                   | Vote | %     |
| ----------------------------------------- | ---- | ----- |
| Claude Vadnais (Sortant d'un autre poste) | 390  | 75,14 |
| Louise Meunier                            | 129  | 24,86 |

| Candidats conseiller #4 | Vote            | %               |
| ----------------------- | --------------- | --------------- |
| Yves Taillon (Sortant)  | Sans opposition | Sans opposition |

| Candidats conseiller #5    | Vote            | %               |
| -------------------------- | --------------- | --------------- |
| Serge Desjardins (Sortant) | Sans opposition | Sans opposition |

| Candidats conseiller #6    | Vote            | %               |
| -------------------------- | --------------- | --------------- |
| Martine Bachand (Sortante) | Sans opposition | Sans opposition |

## Saint-Louis
|             | Élection (2017)                                                                                 | Dissolution (2021)                                                                              | Élection (2021)                                                                                |
| Maire       | Stéphane Bernier                                                                                | Stéphane Bernier                                                                                | Yvon Daigle                                                                                    |
| Conseillers | Claude Dalcourt Jean-Claude Drolet Yvon Daigle Robert Charron Jean-Pierre Arpin Jacques Mathieu | Claude Dalcourt Jean-Claude Drolet Yvon Daigle Robert Charron Jean-Pierre Arpin Jacques Mathieu | Jean Sioui Jean-Claude Drolet Patrice Forcier Robert Charron Jean-Pierre Arpin Jacques Mathieu |

| Candidats pour la mairie               | Vote            | %               |
| -------------------------------------- | --------------- | --------------- |
| Yvon Daigle (Sortant d'un autre poste) | Sans opposition | Sans opposition |

| Candidats conseiller #1 | Vote            | %               |
| ----------------------- | --------------- | --------------- |
| Jean Sioui              | Sans opposition | Sans opposition |

| Candidats conseiller #2      | Vote            | %               |
| ---------------------------- | --------------- | --------------- |
| Jean-Claude Drolet (Sortant) | Sans opposition | Sans opposition |

| Candidats conseiller #3 | Vote            | %               |
| ----------------------- | --------------- | --------------- |
| Patrice Forcier         | Sans opposition | Sans opposition |

| Candidats conseiller #4  | Vote            | %               |
| ------------------------ | --------------- | --------------- |
| Robert Charron (Sortant) | Sans opposition | Sans opposition |

| Candidats conseiller #5     | Vote            | %               |
| --------------------------- | --------------- | --------------- |
| Jean-Pierre Arpin (Sortant) | Sans opposition | Sans opposition |

| Candidats conseiller #6   | Vote            | %               |
| ------------------------- | --------------- | --------------- |
| Jacques Mathieu (Sortant) | Sans opposition | Sans opposition |

## Saint-Marcel-de-Richelieu
|             | Élection (2017)                                                                                         | Dissolution (2021)                                                                       | Élection (2021)                                                                             |
| Maire       | Robert Beauchamp                                                                                        | Robert Beauchamp                                                                         | Marguerite Desrosiers                                                                       |
| Conseillers | Marguerite Desrosiers Arthur Ouellet Pascal Bernier Karyne Messier Lambert Gilles Bernier Roger Couture | Marguerite Desrosiers Alexandre Duval Pascal Bernier Vacant Gilles Bernier Roger Couture | Véronique Dufresne Isabelle Houle Mélanie Hardy William McMahon Gilles Bernier Sylvie Viens |

| Candidats pour la mairie                          | Vote            | %               |
| ------------------------------------------------- | --------------- | --------------- |
| Marguerite Desrosiers (Sortante d'un autre poste) | Sans opposition | Sans opposition |

| Candidats conseiller #1 | Vote            | %               |
| ----------------------- | --------------- | --------------- |
| Véronique Dufresne      | Sans opposition | Sans opposition |

| Candidats conseiller #2 | Vote            | %               |
| ----------------------- | --------------- | --------------- |
| Isabelle Houle          | Sans opposition | Sans opposition |

| Candidats conseiller #3 | Vote            | %               |
| ----------------------- | --------------- | --------------- |
| Mélanie Hardy           | Sans opposition | Sans opposition |

| Candidats conseiller #4 | Vote            | %               |
| ----------------------- | --------------- | --------------- |
| William McMahon         | Sans opposition | Sans opposition |

| Candidats conseiller #5  | Vote            | %               |
| ------------------------ | --------------- | --------------- |
| Gilles Bernier (Sortant) | Sans opposition | Sans opposition |

| Candidats conseiller #6 | Vote            | %               |
| ----------------------- | --------------- | --------------- |
| Sylvie Viens            | Sans opposition | Sans opposition |

## Saint-Pie
|             | Élection (2017)                                                                   | Dissolution (2021)                                                                | Élection (2021)                                                                         |
| Maire       | Mario St-Pierre                                                                   | Mario St-Pierre                                                                   | Mario St-Pierre                                                                         |
| Conseillers | Geneviève Hébert Pierre Blais Jean Pinard Sylvie Guévin Luc Darsigny Walter Hofer | Geneviève Hébert Pierre Blais Jean Pinard Sylvie Guévin Luc Darsigny Walter Hofer | Geneviève Hébert Pierre Blais Rock Provençal Sylvie Guévin Luc Darsigny Pascale Pinette |

| Candidats pour la mairie  | Vote            | %               |
| ------------------------- | --------------- | --------------- |
| Mario St-Pierre (Sortant) | Sans opposition | Sans opposition |

| Candidats District #1       | Vote            | %               |
| --------------------------- | --------------- | --------------- |
| Geneviève Hébert (Sortante) | Sans opposition | Sans opposition |

| Candidats District #2  | Vote            | %               |
| ---------------------- | --------------- | --------------- |
| Pierre Blais (Sortant) | Sans opposition | Sans opposition |

| Candidats District #3 | Vote | %     |
| --------------------- | ---- | ----- |
| Rock Provençal        | 73   | 61,34 |
| Alexandre Pigeon      | 46   | 38,66 |

| Candidats District #4    | Vote | %     |
| ------------------------ | ---- | ----- |
| Sylvie Guévin (Sortante) | 133  | 86,93 |
| Roger Desmarais          | 20   | 13,07 |

| Candidats District #5  | Vote            | %               |
| ---------------------- | --------------- | --------------- |
| Luc Darsigny (Sortant) | Sans opposition | Sans opposition |

| Candidats District #6 | Vote            | %               |
| --------------------- | --------------- | --------------- |
| Pascale Pinette       | Sans opposition | Sans opposition |

- Démission de Rock Provençal, conseiller district #3, le 7 juin 2023 par souci d'intégrité et manque d'unité au conseil municipal[1].

- Élection de Jean Pinard au poste de conseiller #3 le 17 septembre 2023[2].

| Candidats District #3 | Vote        | %           |
| --------------------- | ----------- | ----------- |
| Jean Pinard           | 71          | 57,26       |
| Alexandre Pigeon      | 42          | 33,87       |
| Sylvain Gagné         | 11          | 8,87        |
| Steve Harvey          | Désistement | Désistement |
| Bulletins rejetés     | 1           |             |
| Taux de participation | 125 / 790   | 15,82       |

## Saint-Simon
|             | Élection (2017)                                                                                 | Dissolution (2021)                                                                              | Élection (2021)                                                                                 |
| Maire       | Simon Giard                                                                                     | Simon Giard                                                                                     | Simon Giard                                                                                     |
| Conseillers | Patrick Darsigny David Roux Alexandre Vermette Angèle Forest Bernard Beauchemin Réjean Cossette | Patrick Darsigny David Roux Alexandre Vermette Angèle Forest Bernard Beauchemin Réjean Cossette | Patrick Darsigny David Roux Alexandre Vermette Angèle Forest Bernard Beauchemin Réjean Cossette |

| Candidats pour la mairie | Vote            | %               |
| ------------------------ | --------------- | --------------- |
| Simon Giard (Sortant)    | Sans opposition | Sans opposition |

| Candidats conseiller #1    | Vote            | %               |
| -------------------------- | --------------- | --------------- |
| Patrick Darsigny (Sortant) | Sans opposition | Sans opposition |

| Candidats conseiller #2 | Vote            | %               |
| ----------------------- | --------------- | --------------- |
| David Roux (Sortant)    | Sans opposition | Sans opposition |

| Candidats conseiller #3      | Vote            | %               |
| ---------------------------- | --------------- | --------------- |
| Alexandre Vermette (Sortant) | Sans opposition | Sans opposition |

| Candidats conseiller #4  | Vote            | %               |
| ------------------------ | --------------- | --------------- |
| Angèle Forest (Sortante) | Sans opposition | Sans opposition |

| Candidats conseiller #5      | Vote            | %               |
| ---------------------------- | --------------- | --------------- |
| Bernard Beauchemin (Sortant) | Sans opposition | Sans opposition |

| Candidats conseiller #6   | Vote            | %               |
| ------------------------- | --------------- | --------------- |
| Réjean Cossette (Sortant) | Sans opposition | Sans opposition |

## Saint-Valérien-de-Milton
|             | Élection (2017)                                                                        | Dissolution (2021)                                                           | Élection (2021)                                                                           |
| Maire       | Daniel Paquette                                                                        | Daniel Paquette                                                              | Daniel Paquette                                                                           |
| Conseillers | Luc Tétreault Rémi Tétreault Sophie Côté Huguette Benoit Serge Ménard Jean-Guy Jacques | Luc Tétreault Rémi Tétreault Sophie Côté Huguette Benoit Serge Ménard Vacant | Luc Tétreault Rémi Tétreault Sophie Côté Huguette Benoit Jules Normandin Sylvain Laplante |

| Taux de participation :                | Taux de participation :                | Taux de participation :                | Taux de participation :                | Taux de participation :                | 46,0 % |
| Nombre de votes valides :              | Nombre de votes valides :              | Nombre de votes valides :              | Nombre de votes valides :              | Nombre de votes valides :              | 650    |
| Nombre de votes rejetées à la mairie : | Nombre de votes rejetées à la mairie : | Nombre de votes rejetées à la mairie : | Nombre de votes rejetées à la mairie : | Nombre de votes rejetées à la mairie : | 13     |
| Nombre d'électeurs inscrits :          | Nombre d'électeurs inscrits :          | Nombre d'électeurs inscrits :          | Nombre d'électeurs inscrits :          | Nombre d'électeurs inscrits :          | 1 441  |

| Candidats pour la mairie   | Vote | %     |
| -------------------------- | ---- | ----- |
| Daniel Paquette (Sortante) | 370  | 56,92 |
| Raymonde Plamondon         | 280  | 43,08 |

| Candidats conseiller #1  | Vote | %     |
| ------------------------ | ---- | ----- |
| Luc Tétreault (Sortante) | 429  | 66,10 |
| Yves Brousseau           | 220  | 33,90 |

| Candidats conseiller #2   | Vote | %     |
| ------------------------- | ---- | ----- |
| Rémi Tétreault (Sortante) | 405  | 62,40 |
| Martine Leclerc           | 244  | 37,60 |

| Candidats conseiller #3 | Vote | %     |
| ----------------------- | ---- | ----- |
| Sophie Côté (Sortante)  | 347  | 53,55 |
| Olivier Bienvenue       | 301  | 46,45 |

| Candidats conseiller #4    | Vote            | %               |
| -------------------------- | --------------- | --------------- |
| Huguette Benoit (Sortante) | Sans opposition | Sans opposition |

| Candidats conseiller #5 | Vote | %     |
| ----------------------- | ---- | ----- |
| Jules Normandin         | 387  | 59,72 |
| Serge Ménard (Sortant)  | 261  | 40,28 |

| Candidats conseiller #6 | Vote            | %               |
| ----------------------- | --------------- | --------------- |
| Sylvain Laplante        | Sans opposition | Sans opposition |

## Sainte-Hélène-de-Bagot
|             | Élection (2017)                                                                        | Dissolution (2021)                                                            | Élection (2021)                                                                      |
| Maire       | Stéphan Hébert                                                                         | Stéphan Hébert                                                                | Réjean Rajotte                                                                       |
| Conseillers | Jonathan Hamel Martin Doucet Réjean Rajotte Pierre Paré Mathieu Daigle Francis Grenier | Jonathan Hamel Martin Doucet Réjean Rajotte Pierre Paré Mathieu Daigle Vacant | Hélène Dufault Martin Doucet Robert Chevrier Pierre Paré Michel Daigle Daniel Plante |

| Candidats pour la mairie                  | Vote            | %               |
| ----------------------------------------- | --------------- | --------------- |
| Réjean Rajotte (Sortant d'un autre poste) | Sans opposition | Sans opposition |

| Candidats conseiller #1  | Vote | %     |
| ------------------------ | ---- | ----- |
| Hélène Dufault           | 307  | 58,81 |
| Jonathan Hamel (Sortant) | 215  | 41,19 |

| Candidats conseiller #2 | Vote | %     |
| ----------------------- | ---- | ----- |
| Martin Doucet (Sortant) | 270  | 51,63 |
| Louise Forest           | 253  | 48,37 |

| Candidats conseiller #3                   | Vote | %     |
| ----------------------------------------- | ---- | ----- |
| Robert Chevrier                           | 301  | 57,22 |
| Stephan Hébert (Sortant d'un autre poste) | 225  | 42,78 |

| Candidats conseiller #4 | Vote            | %               |
| ----------------------- | --------------- | --------------- |
| Pierre Paré (Sortant)   | Sans opposition | Sans opposition |

| Candidats conseiller #5 | Vote | %     |
| ----------------------- | ---- | ----- |
| Michel Daigle           | 400  | 77,37 |
| Marc Hébert             | 117  | 22,63 |

| Candidats conseiller #6 | Vote | %     |
| ----------------------- | ---- | ----- |
| Daniel Plante           | 341  | 65,96 |
| Véronique Jacques       | 176  | 34,04 |

## Sainte-Madeleine
|             | Élection (2017)                                                                               | Dissolution (2021)                                                                      | Élection (2021)                                                                                        |
| Maire       | André Lefebvre                                                                                | André Lefebvre                                                                          | Marie-Hélène Demers                                                                                    |
| Conseillers | Michel Alliette Parise Godbout Patrick Girouard Lyne Leblanc Marie-Hélène Demers Éric Quirion | Michel Alliette Parise Godbout Patrick Girouard Lyne Leblanc Marie-Hélène Demers Vacant | Michel Alliette Emmanuel Ménard Patrick Girouard Diane Beauregard Marie-Hélène Demers Emile Malo Bonin |

| Taux de participation :                | Taux de participation :                | Taux de participation :                | Taux de participation :                | Taux de participation :                | 33,4 % |
| Nombre de votes valides :              | Nombre de votes valides :              | Nombre de votes valides :              | Nombre de votes valides :              | Nombre de votes valides :              | 566    |
| Nombre de votes rejetées à la mairie : | Nombre de votes rejetées à la mairie : | Nombre de votes rejetées à la mairie : | Nombre de votes rejetées à la mairie : | Nombre de votes rejetées à la mairie : | 6      |
| Nombre d'électeurs inscrits :          | Nombre d'électeurs inscrits :          | Nombre d'électeurs inscrits :          | Nombre d'électeurs inscrits :          | Nombre d'électeurs inscrits :          | 1 713  |

| Candidats pour la mairie                        | Vote | %     |
| ----------------------------------------------- | ---- | ----- |
| Marie-Hélène Demers (Sortante d'un autre poste) | 307  | 54,24 |
| André Lefebvre (Sortant)                        | 259  | 45,76 |

| Candidats conseiller #1   | Vote            | %               |
| ------------------------- | --------------- | --------------- |
| Michel Alliette (Sortant) | Sans opposition | Sans opposition |

| Candidats conseiller #2 | Vote | %     |
| ----------------------- | ---- | ----- |
| Emmanuel Ménard         | 392  | 70,50 |
| Alain Paradis           | 164  | 29,50 |

| Candidats conseiller #3    | Vote            | %               |
| -------------------------- | --------------- | --------------- |
| Patrick Girouard (Sortant) | Sans opposition | Sans opposition |

| Candidats conseiller #4 | Vote | %     |
| ----------------------- | ---- | ----- |
| Diane Beauregard        | 296  | 54,31 |
| Lyne Leblanc (Sortante) | 249  | 45,69 |

| Candidats conseiller #5 | Vote            | %               |
| ----------------------- | --------------- | --------------- |
| André Filion            | Sans opposition | Sans opposition |

| Candidats conseiller #6                    | Vote | %     |
| ------------------------------------------ | ---- | ----- |
| Emile Malo Bonin                           | 350  | 63,75 |
| Parise Godbout (Sortante d'un autre poste) | 199  | 36,25 |

## Sainte-Marie-Madeleine
|             | Élection (2017)                                                                              | Dissolution (2021)                                                                | Élection (2021)                                                                                 |
| Maire       | Gilles Carpentier                                                                            | Gilles Carpentier                                                                 | Ginette Gauvin                                                                                  |
| Conseillers | Ginette Gauvin René Poirier Bernard Cayer Jean-Guy Chassé Pascal Daigneault René-Carl Martin | Ginette Gauvin René Poirier Bernard Cayer Jean-Guy Chassé Vacant René-Carl Martin | Yves Chapdeleine Christine Gougeon René Poirier Daniel Choquette Patric Vizien René-Carl Martin |

| Taux de participation :                | Taux de participation :                | Taux de participation :                | Taux de participation :                | Taux de participation :                | 44,1 % |
| Nombre de votes valides :              | Nombre de votes valides :              | Nombre de votes valides :              | Nombre de votes valides :              | Nombre de votes valides :              | 972    |
| Nombre de votes rejetées à la mairie : | Nombre de votes rejetées à la mairie : | Nombre de votes rejetées à la mairie : | Nombre de votes rejetées à la mairie : | Nombre de votes rejetées à la mairie : | 15     |
| Nombre d'électeurs inscrits :          | Nombre d'électeurs inscrits :          | Nombre d'électeurs inscrits :          | Nombre d'électeurs inscrits :          | Nombre d'électeurs inscrits :          | 2 239  |

| Partis | Partis                           | Candidats pour la mairie    | Vote | %     |
| ------ | -------------------------------- | --------------------------- | ---- | ----- |
|        | Équipe Ginette Gauvin            | Ginette Gauvin              | 606  | 62,35 |
|        | Ensemble à Ste-Marie-Madeleine ! | Maxime Cayer                | 275  | 28,29 |
|        | Indépendant                      | Gilles Carpentier (Sortant) | 91   | 9,36  |

| Partis | Partis                           | Candidats conseiller #1 | Vote | %     |
| ------ | -------------------------------- | ----------------------- | ---- | ----- |
|        | Équipe Ginette Gauvin            | Yves Chapdeleine        | 694  | 73,67 |
|        | Ensemble à Ste-Marie-Madeleine ! | Jacqueline Lavigne      | 248  | 26,33 |

| Partis | Partis                           | Candidats conseiller #2                  | Vote | %     |
| ------ | -------------------------------- | ---------------------------------------- | ---- | ----- |
|        | Équipe Ginette Gauvin            | Christine Gougeon                        | 721  | 76,62 |
|        | Ensemble à Ste-Marie-Madeleine ! | Bernard Cayer (Sortant d'un autre poste) | 220  | 23,38 |

| Partis | Partis                           | Candidats conseiller #3                 | Vote | %     |
| ------ | -------------------------------- | --------------------------------------- | ---- | ----- |
|        | Équipe Ginette Gauvin            | René Poirier (Sortant d'un autre poste) | 673  | 71,44 |
|        | Ensemble à Ste-Marie-Madeleine ! | Marc Légaré                             | 269  | 28,56 |

| Partis | Partis                           | Candidats conseiller #4 | Vote | %     |
| ------ | -------------------------------- | ----------------------- | ---- | ----- |
|        | Équipe Ginette Gauvin            | Daniel Choquette        | 666  | 70,18 |
|        | Ensemble à Ste-Marie-Madeleine ! | Chantal Charette        | 283  | 29,82 |

| Partis | Partis                           | Candidats conseiller #5 | Vote | %     |
| ------ | -------------------------------- | ----------------------- | ---- | ----- |
|        | Équipe Ginette Gauvin            | Patrick Vizien          | 653  | 69,17 |
|        | Ensemble à Ste-Marie-Madeleine ! | Fabienne Martin         | 291  | 30,83 |

| Partis | Partis                           | Candidats conseiller #6    | Vote | %     |
| ------ | -------------------------------- | -------------------------- | ---- | ----- |
|        | Équipe Ginette Gauvin            | René-Carl Martin (Sortant) | 742  | 78,35 |
|        | Ensemble à Ste-Marie-Madeleine ! | Frédéric Phaneuf           | 205  | 21,65 |